# Isenburg-Büdingen-Birstein
Isenburg-Büdingen-Birstein fu una contea dell'Assia del Sud, in Germania, situata a nord di Gelnhausen. Isenburg-Büdingen-Birstein si originò dalla divisione dell'Isenburg-Büdingen nel 1511, e venne divisa in Isenburg-Birstein, Isenburg-Büdingen e Isenburg-Offenbach nel 1628.

## Conti di Isenburg-Büdingen-Birstein (1511–1711)
- Giovanni III (1511 - 1533)
- Reinardo (1533 - 1568) con...
- Filippo (1533 - 1596) con...
- Luigi III (1533 - 1588)
- Volfango Ernesto I di Ysenburg-Büdingen (1596–1633)
- Volfango Enrico (1633-1635)
- Giovanni Luigi (1635-1685)
- Guglielmo Maurizio (1685-1711)
- Volfango Ernesto I (1711)

## Principi di Isenburg-Büdingen-Birstein (1711-attuale)
- Volfango Ernesto I (1711-1754)
- Volfango Ernesto II (1754-1803)
- Carlo (1803-1820)
- Volfango Ernesto III (1820-1866)
- Carlo II (1866-1899)
- Leopoldo (1899-1933)
- Francesco Giuseppe (1933-1939)
- Francesco Ferdinando (1939-1956)
- Francesco Alessandro (1956–present), è il padre di Sofia, Principessa di Prussia
  - Alessandro, principe ereditario di Isenburg (b.1969) suo erede legittimo